# Oscar Hertwig

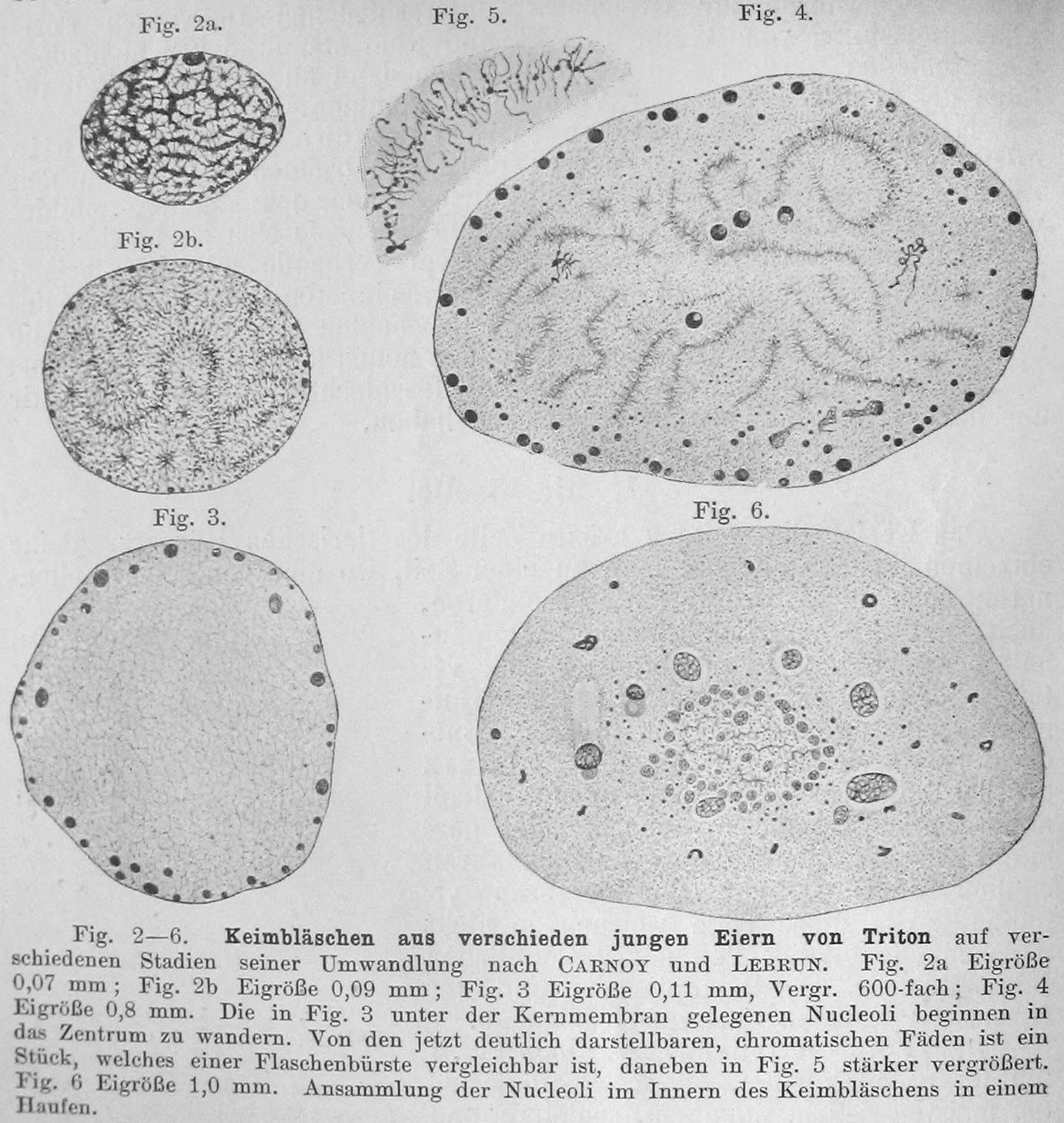
Ilustración del libro de Hertwig Lehrbuch der Entwicklungsgeschichte des Menschen und der Wirbeltiere.

Oscar Hertwig (Friedberg, Hesse; 21 de abril de 1849-Berlín, 25 de octubre de 1922) fue un zoólogo alemán. Hermano mayor del también zoólogo Richard Hertwig.
Junto con Carl Gegenbaur, los hermanos Hertwig fueron los discípulos más eminentes de Ernst Haeckel en la Universidad de Jena. Aunque no compartían las especulaciones filosóficas de Haeckel, los Hertwig dieron una orientación positiva a sus ideas. Entre 1879 y 1883 llevaron a cabo estudios embriológicos, especialmente en torno a la teoría del celoma (1881). 
Oscar Hertwig fue uno de los investigadores más sobresalientes en el campo de la embriología comparada y la embriología experimental. Descubrió la fertilización de los erizos de mar y reconoció el papel del núcleo celular en la herencia y la reducción cromosómica durante la meiosis: en 1876 descubrió que la fertilización incluye la penetración de un espermatozoide en el óvulo. 
Frente al preformacionismo de Wilhelm Roux y Weismann, Hertwig defendió una teoría epigenetista del desarrollo: las células se diferencian como resultado de las interacciones con otras células del embrión en desarrollo.
En teoría evolutiva, Hertwig se enfrentó al protagonismo que Darwin otorgara al azar en la evolución (Das Werden der Organismen, eine Widerlegung der Darwinschen Zufallslehre (Jena, 1916) ("El origen de los organismos - una refutación de la teoría darwinista del azar"").